# Copa América 2001
Navigation
Paraguay 1999 Pérou 2004
La Copa América 2001 est un tournoi de football qui s'est déroulé en Colombie du  11 au 29 juillet 2001 et a été organisé par la CONMEBOL.
La participation au tournoi des dix pays sud-américains ainsi que celle de deux pays invités est prévue. À l'origine, les invités sont le Mexique et le Canada, champion de la CONCACAF en titre.
Avant cette quarantième édition, trois réunions ont été organisées par les dirigeants de la CONMEBOL qui étaient préoccupés par le contexte terroriste et les problèmes de sécurité potentiels en Colombie. Dans un premier temps, ils annoncent l'annulation du tournoi. Le Venezuela propose alors d'accueillir la compétition, mais six jours avant le début du calendrier, la CONMEBOL décide de revenir sur sa décision et le tournoi a lieu dans les délais prévus.
Après s'être plainte de ce revirement de dernière minute et affirmant que les joueurs argentins ont reçu des menaces de mort émanant de groupes terroristes, la fédération argentine décide de se retirer de la compétition, malgré de longues tergiversations au cours desquelles les autorités colombiennes proposent de mettre en œuvre des mesures de protection supplémentaires.
Après la première annulation formulée par la CONMEBOL, le Canada démantèle son camp d'entraînement et les joueurs canadiens retournent dans leurs clubs. À la suite de l'annonce que le tournoi aura bien lieu en Colombie, l'Association canadienne de soccer déclare que les Canadiens ne seront pas en mesure de participer à la compétition.
En raison des forfaits du Canada et de l'Argentine, respectivement les 6 et 10 juillet, le Costa Rica et le Honduras sont invités. L'équipe du Honduras arrive sur les lieux le 13 juillet 2001, à bord d'un avion fourni par l'armée de l'air colombienne, quelques heures seulement avant son premier match. alors que le tournoi a déjà débuté.
Les participants sont finalement la Bolivie, le Brésil, le Chili, la Colombie, le Costa Rica, l'Équateur, le Honduras, le Mexique, le Paraguay, le Pérou, l'Uruguay et le Venezuela.
Les douze équipes sont réparties en trois groupes de quatre au premier tour. Les deux premiers de chaque groupe sont qualifiés pour les quarts de finale ainsi que les deux meilleurs troisièmes.
La Colombie fait forte impression en remportant tous ses matchs dans la compétition sans encaisser le moindre but et devient pour la première et seule fois de son histoire championne d'Amérique du sud. Elle bat en finale le Mexique (1-0).

## Premier tour

### Groupe A
| Classement final |           |     |   |   |   |   |    |    |      |
|                  | Équipe    | Pts | J | G | N | P | BP | BC | Diff |
| 1                | Colombie  | 9   | 3 | 3 | 0 | 0 | 5  | 0  | +5   |
| 2                | Chili     | 6   | 3 | 2 | 0 | 1 | 5  | 3  | +2   |
| 3                | Équateur  | 3   | 3 | 1 | 0 | 2 | 5  | 5  | 0    |
| 4                | Venezuela | 0   | 3 | 0 | 0 | 3 | 0  | 7  | -7   |

| 11 juillet | Chili    | 4 | 1 | Équateur  |
| 11 juillet | Colombie | 2 | 0 | Venezuela |
| 14 juillet | Chili    | 1 | 0 | Venezuela |
| 14 juillet | Colombie | 1 | 0 | Équateur  |
| 17 juillet | Équateur | 4 | 0 | Venezuela |
| 17 juillet | Colombie | 2 | 0 | Chili     |

| 11 juillet 2001 | Chili                                         | 4 – 1     | Équateur  | Metropolitano (Barranquilla)                      |                                                   |
| 18 h 00         | Navia 29e · Montecinos 73e 90e · Corrales 85e | (1 - 0)   | Chalá 53e | Spectateurs : 40 000 Arbitrage : Gilberto Hidalgo | Spectateurs : 40 000 Arbitrage : Gilberto Hidalgo |
| 18 h 00         |                                               | Chalá 77e |           | Spectateurs : 40 000 Arbitrage : Gilberto Hidalgo | Spectateurs : 40 000 Arbitrage : Gilberto Hidalgo |

| 11 juillet 2001 | Colombie                              | 2 – 0          | Venezuela | Metropolitano (Barranquilla)                 |                                              |
| 20 h 45         | Grisales 15e · Aristizábal 59e (pen.) | (1 - 0)        |           | Spectateurs : 50 000 Arbitrage : René Ortube | Spectateurs : 50 000 Arbitrage : René Ortube |
| 20 h 45         |                                       | Vallenilla 47e |           | Spectateurs : 50 000 Arbitrage : René Ortube | Spectateurs : 50 000 Arbitrage : René Ortube |

| 14 juillet 2001 | Chili          | 1 – 0   | Venezuela | Metropolitano (Barranquilla)                            |                                                         |
| 16 h 15         | Montecinos 78e | (0 - 0) |           | Spectateurs : 33 000 Arbitrage : Gilberto Alcalá Pineda | Spectateurs : 33 000 Arbitrage : Gilberto Alcalá Pineda |

| 14 juillet 2001 | Colombie        | 1 – 0           | Équateur | Metropolitano (Barranquilla)                   |                                                |
| 18 h 30         | Aristizábal 29e | (1 - 0)         |          | Spectateurs : 50 000 Arbitrage : Ubaldo Aquino | Spectateurs : 50 000 Arbitrage : Ubaldo Aquino |
| 18 h 30         |                 | A. Aguinaga 81e |          | Spectateurs : 50 000 Arbitrage : Ubaldo Aquino | Spectateurs : 50 000 Arbitrage : Ubaldo Aquino |

| 17 juillet 2001 | Équateur                                     | 4 – 0   | Venezuela | Metropolitano (Barranquilla)                      |                                                   |
| 18 h 30         | Delgado 19e 63e · Fernández 29e · Méndez 60e | (2 - 0) |           | Spectateurs : 20 000 Arbitrage : Gilberto Hidalgo | Spectateurs : 20 000 Arbitrage : Gilberto Hidalgo |

| 17 juillet 2001 | Colombie                             | 2 – 0   | Chili        | Metropolitano (Barranquilla)                     |                                                  |
| 20 h 45         | Aristizábal 10e (pen.) · Arriaga 90e | (1 - 0) |              | Spectateurs : 50 000 Arbitrage : Jorge Larrionda | Spectateurs : 50 000 Arbitrage : Jorge Larrionda |
| 20 h 45         | Murillo 34e                          |         | Galdames 34e | Spectateurs : 50 000 Arbitrage : Jorge Larrionda | Spectateurs : 50 000 Arbitrage : Jorge Larrionda |

### Groupe B
| Classement final |          |     |   |   |   |   |    |    |      |
|                  | Équipe   | Pts | J | G | N | P | BP | BC | Diff |
| 1                | Brésil   | 6   | 3 | 2 | 0 | 1 | 5  | 2  | +3   |
| 2                | Mexique  | 4   | 3 | 1 | 1 | 1 | 1  | 1  | 0    |
| 3                | Pérou    | 4   | 3 | 1 | 1 | 1 | 4  | 5  | -1   |
| 4                | Paraguay | 2   | 3 | 0 | 2 | 1 | 4  | 6  | -2   |

| 12 juillet | Pérou   | 3 | 3 | Paraguay |
| 12 juillet | Mexique | 1 | 0 | Brésil   |
| 15 juillet | Brésil  | 2 | 0 | Pérou    |
| 15 juillet | Mexique | 0 | 0 | Paraguay |
| 18 juillet | Pérou   | 1 | 0 | Mexique  |
| 18 juillet | Brésil  | 3 | 1 | Paraguay |

| 12 juillet 2001 | Pérou                                     | 3 – 3   | Paraguay                     | Estadio Olímpico Pascual Guerrero (Cali)       |                                                |
| 17 h 30         | Lobatón 16e · Pajuelo 57e · Del Solar 72e | (1 - 1) | Ferreira 23e 64e · Garay 90e | Spectateurs : 35 000 Arbitrage : Ángel Sánchez | Spectateurs : 35 000 Arbitrage : Ángel Sánchez |
| 17 h 30         | Del Solar 79e                             |         | Caniza 57e                   | Spectateurs : 35 000 Arbitrage : Ángel Sánchez | Spectateurs : 35 000 Arbitrage : Ángel Sánchez |

| 12 juillet 2001 | Mexique     | 1 – 0   | Brésil | Estadio Olímpico Pascual Guerrero (Cali)    |                                             |
| 19 h 45         | Borgetti 5e | (1 - 0) |        | Spectateurs : 38 000 Arbitrage : Óscar Ruiz | Spectateurs : 38 000 Arbitrage : Óscar Ruiz |

| 15 juillet 2001 | Brésil                      | 2 – 0       | Pérou | Estadio Olímpico Pascual Guerrero (Cali)         |                                                  |
| 16 h 00         | Guilherme 9e · Denílson 85e | (1 - 0)     |       | Spectateurs : 30 000 Arbitrage : Jorge Larrionda | Spectateurs : 30 000 Arbitrage : Jorge Larrionda |
| 16 h 00         |                             | Salazar 67e |       | Spectateurs : 30 000 Arbitrage : Jorge Larrionda | Spectateurs : 30 000 Arbitrage : Jorge Larrionda |

| 15 juillet 2001 | Mexique | 0 – 0   | Paraguay | Estadio Olímpico Pascual Guerrero (Cali)         |                                                  |
| 18 h 15         |         | (0 - 0) |          | Spectateurs : 40 000 Arbitrage : Rogger Zambrano | Spectateurs : 40 000 Arbitrage : Rogger Zambrano |

| 18 juillet 2001 | Pérou          | 1 – 0   | Mexique      | Estadio Olímpico Pascual Guerrero (Cali)     |                                              |
| 17 h 30         | Holsen 48e     | (0 - 0) |              | Spectateurs : 20 000 Arbitrage : René Ortube | Spectateurs : 20 000 Arbitrage : René Ortube |
| 17 h 30         | Muchotrigo 62e |         | Borgetti 62e | Spectateurs : 20 000 Arbitrage : René Ortube | Spectateurs : 20 000 Arbitrage : René Ortube |

| 18 juillet 2001 | Brésil                                 | 3 – 1   | Paraguay             | Estadio Olímpico Pascual Guerrero (Cali)       |                                                |
| 19 h 45         | Alex 60e · Belletti 89e · Denílson 90e | (0 - 1) | Alvarenga 11e (pen.) | Spectateurs : 40 000 Arbitrage : Ángel Sánchez | Spectateurs : 40 000 Arbitrage : Ángel Sánchez |
| 19 h 45         | Roque Júnior 58e                       |         | Caniza 81e           | Spectateurs : 40 000 Arbitrage : Ángel Sánchez | Spectateurs : 40 000 Arbitrage : Ángel Sánchez |

### Groupe C
| Classement final |            |     |   |   |   |   |    |    |      |
|                  | Équipe     | Pts | J | G | N | P | BP | BC | Diff |
| 1                | Costa Rica | 7   | 3 | 2 | 1 | 0 | 6  | 1  | +5   |
| 2                | Honduras   | 6   | 3 | 2 | 0 | 1 | 3  | 1  | +2   |
| 3                | Uruguay    | 4   | 3 | 1 | 1 | 1 | 2  | 2  | 0    |
| 4                | Bolivie    | 0   | 3 | 0 | 0 | 3 | 0  | 7  | -7   |

| 13 juillet | Uruguay    | 1 | 0 | Bolivie    |
| 13 juillet | Costa Rica | 1 | 0 | Honduras   |
| 16 juillet | Uruguay    | 1 | 1 | Costa Rica |
| 16 juillet | Honduras   | 2 | 0 | Bolivie    |
| 19 juillet | Costa Rica | 4 | 0 | Bolivie    |
| 19 juillet | Honduras   | 1 | 0 | Uruguay    |

| 13 juillet 2001 | Uruguay       | 1 – 0   | Bolivie | Stade Atanasio-Girardot (Medellín)                |                                                   |
| 18 h 00         | Chevantón 60e | (0 - 0) |         | Spectateurs : 38 000 Arbitrage : Mauricio Navarro | Spectateurs : 38 000 Arbitrage : Mauricio Navarro |

| 13 juillet 2001 | Costa Rica   | 1 – 0   | Honduras | Stade Atanasio-Girardot (Medellín)                    |                                                       |
| 20 h 15         | Wanchope 63e | (0 - 0) |          | Spectateurs : 35 000 Arbitrage : Mario Sánchez Yantén | Spectateurs : 35 000 Arbitrage : Mario Sánchez Yantén |

| 16 juillet 2001 | Uruguay        | 1 – 1   | Costa Rica   | Stade Atanasio-Girardot (Medellín)            |                                               |
| 18 h 00         | C. Morales 53e | (0 - 1) | Wanchope 28e | Spectateurs : 20 000 Arbitrage : Carlos Simon | Spectateurs : 20 000 Arbitrage : Carlos Simon |

| 16 juillet 2001 | Honduras        | 2 – 0                   | Bolivie | Stade Atanasio-Girardot (Medellín)                |                                                   |
| 20 h 15         | Guevara 53e 68e | (0 - 0)                 |         | Spectateurs : 25 000 Arbitrage : John Toro Rendón | Spectateurs : 25 000 Arbitrage : John Toro Rendón |
| 20 h 15         |                 | Sandy 73e · Coimbra 81e |         | Spectateurs : 25 000 Arbitrage : John Toro Rendón | Spectateurs : 25 000 Arbitrage : John Toro Rendón |

| 19 juillet 2001 | Costa Rica                                 | 4 – 0   | Bolivie | Stade Atanasio-Girardot (Medellín)              |                                                 |
| 18 h 00         | Wanchope 45e 71e · Bryce 63e · Fonseca 84e | (1 - 0) |         | Spectateurs : 25 000 Arbitrage : Luis Solórzano | Spectateurs : 25 000 Arbitrage : Luis Solórzano |

| 19 juillet 2001 | Honduras    | 1 – 0                   | Uruguay | Stade Atanasio-Girardot (Medellín)               |                                                  |
| 20 h 15         | Guevara 86e | (0 - 0)                 |         | Spectateurs : 35 000 Arbitrage : Rogger Zambrano | Spectateurs : 35 000 Arbitrage : Rogger Zambrano |
| 20 h 15         |             | Bizera 52e · Eguren 80e |         | Spectateurs : 35 000 Arbitrage : Rogger Zambrano | Spectateurs : 35 000 Arbitrage : Rogger Zambrano |

## Quarts de finale
| 22 juillet 2001 | Mexique | 2 – 0   | Chili | Stade Hernán Ramírez Villegas (Pereira)       |                                               |
| 15 h 00         | Arellano 17e · Osorno 78e | (1 - 0) | | Spectateurs : 20 000 Arbitrage : Carlos Simon | Spectateurs : 20 000 Arbitrage : Carlos Simon |
| 15 h 00         | Pérez - A. Rodríguez ( 26e Zepeda), Márquez, Vidrio, H. Morales - Torrado, J. Rodríguez ( 66e Mercado), C. Morales, García Aspe - Arellano, De Nigris ( 70e Osorno) | Équipes | Vargas - Fuentes, Reyes, Rojas, Pérez ( 66e Neira) - Villaseca, Maldonado ( 75e Henríquez), Osorio, Núñez ( 38e Valenzuela) - Navia, Montecinos | Spectateurs : 20 000 Arbitrage : Carlos Simon | Spectateurs : 20 000 Arbitrage : Carlos Simon |

| 22 juillet 2001 | Uruguay | 2 – 1   | Costa Rica | Stade Centenario (Armenia)                  |                                             |
| 17 h 30         | Lemos 61e (pen.) · Lima 87e | (0 - 0) | Wanchope 52e | Spectateurs : 29 000 Arbitrage : Óscar Ruiz | Spectateurs : 29 000 Arbitrage : Óscar Ruiz |
| 17 h 30         | Munúa - Anchén, Gutiérrez, Sorondo, Curbelo - Lima, Pérez, Callejas, Lemos ( 90e Martínez) - C. Morales ( 70e Olivera), R. Morales | Équipes | Lonnis - Drummond, Marín, Parks, Martínez - Castro, Centeno ( 69e Cordero), Solís, Gómez ( 65e Bryce) - Fonseca, Wanchope | Spectateurs : 29 000 Arbitrage : Óscar Ruiz | Spectateurs : 29 000 Arbitrage : Óscar Ruiz |

| 23 juillet 2001 | Honduras | 2 – 0   | Brésil | Stade Palogrande (Manizales)                   |                                                |
| 17 h 30         | Belletti 57e (csc) · Martínez 90e | (0 - 0) | | Spectateurs : 30 000 Arbitrage : Ubaldo Aquino | Spectateurs : 30 000 Arbitrage : Ubaldo Aquino |
| 17 h 30         | Valladares - Medina, Cárcamo ( 82e), Caballero, Pérez - García, Bernárdez, Turcios ( 68e Rodríguez), Guevara - León ( 88e Izaguirre), Martínez | Équipes | Marcos - Juan, Cris, Júnior, Belletti - Eduardo Costa ( 65e Jardel), Emerson ( 82e), Luisão ( 46e Juninho Pernambucano), Alex ( 46e Juninho Paulista) - Denílson, Guilherme | Spectateurs : 30 000 Arbitrage : Ubaldo Aquino | Spectateurs : 30 000 Arbitrage : Ubaldo Aquino |

| 23 juillet 2001 | Colombie | 3 – 0   | Pérou | Stade Centenario (Armenia)                              |                                                         |
| 19 h 45         | Aristizábal 50e 69e · Hernández 66e | (0 - 0) | | Spectateurs : 30 000 Arbitrage : Gilberto Alcalá Pineda | Spectateurs : 30 000 Arbitrage : Gilberto Alcalá Pineda |
| 19 h 45         | O. Córdoba - González, Orozco, Yepes, Bedoya ( 46e Cortés) - Ramírez ( 83e Díaz), Grisales, Vargas, Hernández ( 74e Molina) - Aristizábal, Ferreira | Équipes | Ibáñez - Jorge Soto ( 74e Uribe), José Soto, Salazar, Zevallos - Pajuelo, Jayo, Del Solar ( 77e Tempone), L. Hernández ( 65e Vílchez) - Holsen, García | Spectateurs : 30 000 Arbitrage : Gilberto Alcalá Pineda | Spectateurs : 30 000 Arbitrage : Gilberto Alcalá Pineda |

## Demi-finales
| 25 juillet 2001 | Mexique | 2 – 1   | Uruguay | Stade Hernán Ramírez Villegas (Pereira)        |                                                |
| 19 h 45         | Borgetti 14e · García Aspe 67e (pen.) | (1 - 1) | R. Morales 32e | Spectateurs : 20 000 Arbitrage : Ángel Sánchez | Spectateurs : 20 000 Arbitrage : Ángel Sánchez |
| 19 h 45         | Pérez - Zepeda ( 34e Mercado), Márquez ( 62e A. Rodríguez), Vidrio ( 90e), H. Morales - Torrado, J. Rodríguez ( 55e De Nigris), C. Morales, García Aspe ( 88e) - Arellano, Borgetti | Équipes | Munúa - Anchén ( 61e Díaz), Gutiérrez, Sorondo, Bizera ( 76e Estoyanoff) - Lima, Pérez, Callejas, Lemos ( 69e Olivera) - C. Morales ( 45e), R. Morales ( 90e) | Spectateurs : 20 000 Arbitrage : Ángel Sánchez | Spectateurs : 20 000 Arbitrage : Ángel Sánchez |

| 26 juillet 2001 | Colombie | 2 – 0   | Honduras | Stade Palogrande (Manizales)                          |                                                       |
| 19 h 45         | Bedoya 6e · Aristizábal 63e | (1 - 0) | | Spectateurs : 40 000 Arbitrage : Mario Sánchez Yantén | Spectateurs : 40 000 Arbitrage : Mario Sánchez Yantén |
| 19 h 45         | O. Córdoba - López, I. Córdoba, Yepes, Bedoya - Ramírez, Grisales, Vargas, Hernández - Aristizábal ( 72e Arriaga), Murillo ( 90e Restrepo) | Équipes | Valladares - Medina, Guity, Caballero, Pérez - García ( 60e Pineda), Bernárdez, Turcios ( 67e Rodríguez), Guevara - León, Martínez ( 73e Brown) | Spectateurs : 40 000 Arbitrage : Mario Sánchez Yantén | Spectateurs : 40 000 Arbitrage : Mario Sánchez Yantén |

## Match pour la troisième place
| 28 juillet 2001 | Honduras | 2 – 2 a. p.       | Uruguay | El Campín (Bogota)                                |                                                   |
| 14 h 00         | S. Martínez 14e · Izaguirre 42e | (2 - 2)           | Bizera 22e · A. Martínez 45e | Spectateurs : 47 000 Arbitrage : Gilberto Hidalgo | Spectateurs : 47 000 Arbitrage : Gilberto Hidalgo |
| 14 h 00         | Pineda · S. Martínez · García · Medina · Izaguirre | Tirs au but 5 - 4 | Sorondo · Gutiérrez · Rodríguez · Lemos · Olivera ·                                                                                                 | Spectateurs : 47 000 Arbitrage : Gilberto Hidalgo | Spectateurs : 47 000 Arbitrage : Gilberto Hidalgo |
| 14 h 00         | Enamorado - Izaguirre, Morales ( 81e Medina), Caballero, Pérez - García ( 60e Pineda), Bernárdez, Turcios ( 64e Rodríguez), Guevara ( 90e Philips) - Pineda, S. Martínez | Équipes           | Berbia - Díaz, Gutiérrez, Sorondo, Bizera - Dadomo ( 84e Lima), Pérez, A. Martínez ( 66e Rodríguez), Lemos - Estoyanoff, Guglielmone ( 57e Olivera) | Spectateurs : 47 000 Arbitrage : Gilberto Hidalgo | Spectateurs : 47 000 Arbitrage : Gilberto Hidalgo |

## Finale
| 29 juillet 2001 | Colombie | 1 – 0   | Mexique | El Campín (Bogota)                             |                                                |
| 16 h 30         | I. Córdoba 65e | (0 - 0) | | Spectateurs : 47 000 Arbitrage : Ubaldo Aquino | Spectateurs : 47 000 Arbitrage : Ubaldo Aquino |
| 16 h 30         | O. Córdoba - López, I. Córdoba, Yepes, Bedoya - Ramírez, Grisales, Vargas, Hernández ( 88e Molina) - Aristizábal ( 32e Castillo), Murillo · Entraîneur : Francisco Maturana | Équipes | Pérez - A. Rodríguez ( 74e Zepeda), Mercado, Valdez, H. Morales - Torrado ( 90e), J. Rodríguez ( 67e Osorno), C. Morales, J. P. Rodríguez ( 79e) - Arellano ( 59e Victorino), Borgetti · Entraîneur : Javier Aguirre | Spectateurs : 47 000 Arbitrage : Ubaldo Aquino | Spectateurs : 47 000 Arbitrage : Ubaldo Aquino |

| Copa América 2001 - Vainqueur Colombie 1er titre |

## Meilleurs buteurs
6 buts
- Víctor Aristizábal

5 buts
- Paulo Wanchope

3 buts
- Cristián Montecinos
- Amado Guevara